# Arsène Do Marcolino
Arsène Do Marcolino (Libreville, 26 de novembro de 1986) é um futebolista profissional gabonense que atua como defensor.

## Carreira
Arsène Do Marcolino fez parte do elenco da Seleção Gabonense de Futebol na Campeonato Africano das Nações de 2010.